# Japorã
Japorã é um município brasileiro da região Centro-Oeste, situado no estado de Mato Grosso do Sul.

## História
Em 1977 a região de Japorã passa a fazer parte do atual estado de Mato Grosso do Sul. Foi elevado à categoria de município e distrito com a denominação de Japorã, pela Lei Estadual nº 1266, de 30 de abril de 1992 pelo então governador Pedro Pedrossian, sendo desmembrado do município de Mundo Novo e instalado em 1 de janeiro de 1993. Japorã após a emancipação seguiu pertencendo á Comarca de Mundo Novo.

## Geografia

### Localização
O município de Japorã está situado no sul da região Centro-Oeste do Brasil, no Sudoeste de Mato Grosso do Sul (Microrregião de Iguatemi). Localiza-se a uma latitude 23º53'28" sul e a uma longitude 54º24'15" oeste. Distâncias:
- 484 km da capital estadual (Campo Grande)
- 1 419 km da capital federal (Brasília).

### Geografia física
Solo
No município de Japorã são encontrados solos predominantemente arenosos e de média fertilidade, principalmente nitossolos e gleissolos.
Ocorrências Minerais: areia e basalto para brita.
Relevo e altitude
Está a uma altitude de 357 m. Apresenta predominância dos modelados de topos tabulares e colinosos, como também modelados de acumulação nas margens ribeirinhas.
Japorã encontra-se na Região dos Planaltos Arenítico-Basálticos Interiores, com uma Unidade Geomorfológica, Divisores das Sub-Bacias Meridionais. Apresenta relevos elaborados pela ação fluvial e áreas planas resultante de acumulação fluvial sujeita a inundações periódicas.
Clima, temperatura e pluviosidade
Está sob influência do clima subtropical (Cfa), com período de chuvas de outubro a março. A temperatura do mês mais frio está entre 14 °C e 15 °C. Há ocorrência de geadas e até de neve.
As precipitações variam de 1400 a 1700 mm anuais.
Hidrografia
Está sob influência da Bacia do Rio da Prata. O Rio Iguatemi é um afluente pela margem direita do rio Paraná. Sua nascente se localiza no município de Aral Moreira; limite entre os municípios de Tacuru e Japorã, Japorã e Iguatemi, Eldorado e Japorã.
Vegetação
A cobertura vegetal é recoberto praticamente é de lavoura, mata e pastagem plantada ocorre em menores proporções.

### Geografia política
Fuso horário
Está a -1 hora com relação a Brasília e -4 com relação ao Meridiano de Greenwich.
Área
Ocupa uma superfície de 419,804 km² (Representa 0,13% do Estado).

## Demografia
Sua população estimada é de 7.645 habitantes (Fonte: IBGE - Censo de 2010).
Sexo
- Homens: 3.869
- Mulheres: 3.776

Distribuição geográfica
- População urbana: 1.410
- População rural: 6.235

### Habitação
O total de domicílios da cidade de Japorã é de 2.260 (Fonte: IBGE - Censo de 2010).